# 多尼公園 (亞利桑那州)
多尼公園（英語：Done Park）是位於美國亞利桑那州可可尼諾縣的一個人口普查指定地區。根據2010年美國人口普查，該地共人口500人，而該地的面積約為38.73平方千米。

## 地理
多尼公園的座標為35°16′12″N 111°31′03″W / 35.27000°N 111.51750°W，而該地最高點為海拔高度1999米（即6558英尺）。